# ダウンタウン・ハドソン・チューブ
ダウンタウン・ハドソン・チューブ (Downtown Hudson Tubes) は、パストレイン専用の鉄道トンネル。ニューヨーク市ロウアー・マンハッタンとニュージャージー州ジャージーシティを結んでいる。

## 隣接する橋/トンネル
- 上流のトンネル：　ホーランド・トンネル　Holland Tunnel （NY139, I-78）
- 下流の橋：　ヴェラザノ・ナローズ・ブリッジ　Verrazano-Narrows Bridge （I-278）